# Duchcovsko-podmokelská dráha

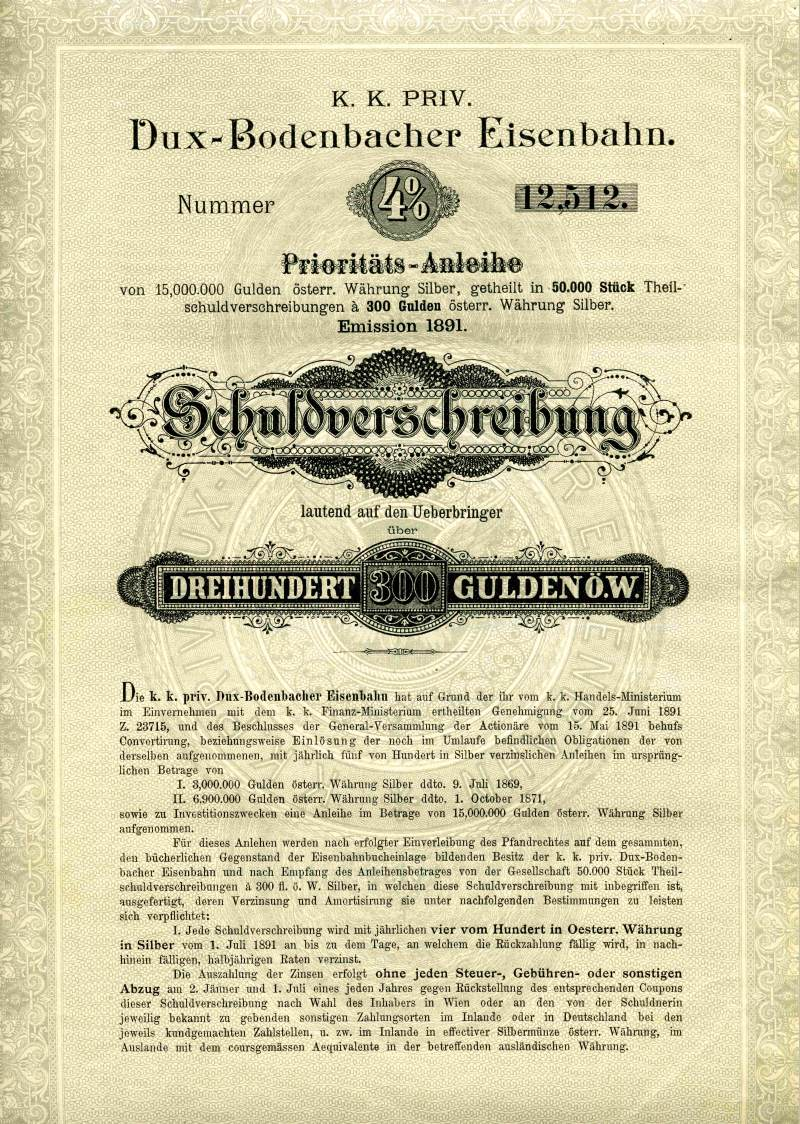
prioritní výpůjčka DBE

Duchcovsko-podmokelská dráha (německý oficiální název k.k. privilegierte Dux-Bodenbacher Eisenbahn-Gesellschaft, zkratka DBE) byla privátní železniční společnost v Rakousko-Uhersku, která provozovala dopravu na trati mezi Podmokly (dnes část Děčína), Duchcovem a Chomutovem. Firma vznikla jako konkurenční podnik vůči Ústecko-teplické dráze (ATE), jejíž monopolistické chování v regionu nemohlo být vlastníkům místních uhelných dolů po chuti.

## Historie

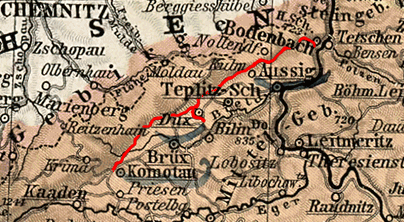
Tratě DBE na dobové mapě.

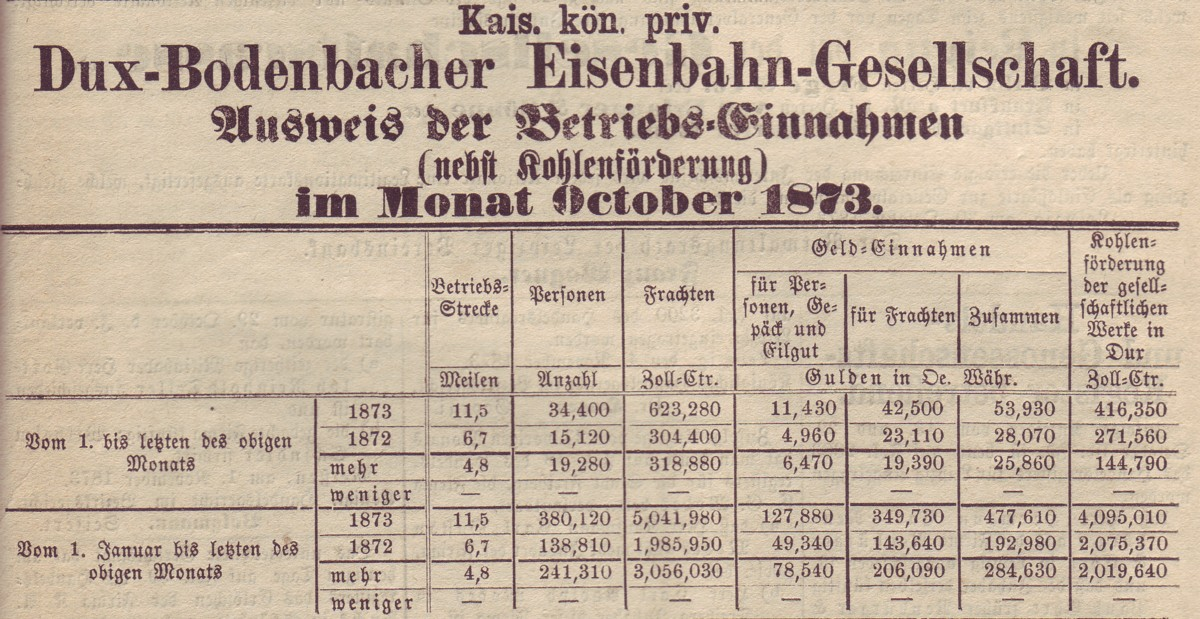
provozní příjem v roce 1873

Zakladatelem firmy byl liberecký podnikatel Johann Liebieg, který se již dříve snažil na Ústecku postavit vlastní železnici, tehdy byl ale ze strany ATE přesvědčen k odstoupení od svého plánu a tato firma zmíněnou trať postavila sama. Pro druhý pokus si Liebieg vybral spojence, kterým byl teplický právník Franz Stradal, zároveň patřící i mezi původní zakladatele ATE. Stradala pak za tento počin správní rada ATE ze společnosti vyobcovala.
Nově založená společnost získala koncesi v roce 1869 pro úsek z Duchcova do Podmokel, kde měla trať napojení na labský přístav, kam směřovala většina zátěže uhlí. Tato část byla uvedena do provozu v roce 1871, o rok později pak zbývající část z Duchcova přes Litvínov do Chomutova. Společnost si pořídila 8 trojspřežních francouzských lokomotiv od firmy Koechlin a později dalších 26 od vídeňské firmy Siegl.
Přes velká očekávání se firmě příliš nedařilo, již v roce 1884 provoz na jejích tratích převzaly státní KkStB a zestátněna byla v první zestátňovací vlně v roce 1892.

## Lokomotivy
| Lokomotivy Duchcovsko-podmokelské dráhy | Lokomotivy Duchcovsko-podmokelské dráhy | Lokomotivy Duchcovsko-podmokelské dráhy              | Lokomotivy Duchcovsko-podmokelské dráhy | Lokomotivy Duchcovsko-podmokelské dráhy | Lokomotivy Duchcovsko-podmokelské dráhy | Lokomotivy Duchcovsko-podmokelské dráhy | Lokomotivy Duchcovsko-podmokelské dráhy |
| --------------------------------------- | --------------------------------------- | ---------------------------------------------------- | --------------------------------------- | --------------------------------------- | --------------------------------------- | --------------------------------------- | --------------------------------------- |
| Číslo                                   | Počet                                   | Výrobce                                              | Rok výroby                              | Uspořádání pojezdu                      | Číslo kkStB                             | Číslo ČSD                               |                                         |
| 1–8                                     | 8                                       | Köchlin                                              | 1871                                    | C-n2                                    | 45.01–08                                | 312.601–602                             |                                         |
| 9–34                                    | 26                                      | Sigl/Wr. Neustadt, Sigl/Vídeň, Wiener Neustadt, StEG | 1872–1882                               | C-n2                                    | 53.01–26                                | 314.001–020                             |                                         |

## Současnost
Velká část tratí DBE byla zrušena v souvislosti s postupující těžbou uhlí. Zrušen byl celý úsek z Chomutova do Litvínova, v roce 1984 byla obnovena krátká trať z Chomutova do Jirkova, na které byla v roce 1997 obnovena osobní doprava. Úsek z Duchcova do Děčína sloužil roky jako lokálka. Části trati zanikly v povrchových lomech, trať byla přeložena mimo Košťany, takže nyní se ve stanici Oldřichov u Duchcova rozpadá na dva provozní úseky – Oldřichov u Duchcova – Litvínov a Děčín – Oldřichov u Duchcova; na druhém z nich, přezdívaném dnes též „Kozí dráha“, byla v roce 2007 veškerá pravidelná doprava zastavena a na trať vyjížděly vlaky jen ojediněle. V roce 2022 byl ale zprovozněn úsek Děčín–Telnice, na kterém posléze došlo k obnovení pravidelné dopravy v podobě turistických spojů dopravce KŽC Doprava. Do budoucna by mělo následovat zprovoznění dráhy až do Oldřichova.